# Хюма Хатун
Хюма Хатун (р.с. 1449, Бурса) —  наложниця османського султана Мурада II і мати султана Мехмеда II.

## Біографічні дані

### Походження
Про походження Хюми достовірних даних немає. Франц Бабінгер пише: «факт, що походження Хюми неможливо визначити, абсолютний ... це доводить те, що вона не була турчанкою знатного походження і, швидше за все, була рабинею. В іншому випадку, про неї мав бути хоча б один запис у сучасних їй документах». Твердження Бабінгера спирається насамперед те що, що шлюби османських правителів із жінками з турецьких, візантійських і слов'янських знатних сімей висвітлювалися в османських джерелах; якщо цього не відбувалося, то жінка була звичайною наложницею, що увійшла до гарему як рабиня . Бабінгер повідомляє, що не збереглося ніяких сучасних Хюмі документів, в яких називалося б її ім'я: у всіх документах вона називається тільки за титулом — «хатун», і навіть поховання Хюми в Бурсі зветься «Хатуніє»; ще в документах зустрічається варіант «хатун бін Абдулла» — «пані, дочка Абдулли», що теж підтверджує немусульманське походження . Саме ім'я «Хюма» (райський птах з перських легенд) матері Мехмеда II дали пізніше дослідники . Бабінгер вважає, що про походження Хюми могла знати Хунді-хатун, нянька Мехмеда II, але вона цю інформацію нікому не повідомляла .
Бабінгер зазначає, що султан Мурад II надавав перевагу старшим синам (Ахмед і Алаеддін Алі) ніж Мехмеду, але через їх раптову смерть в 1437 і 1442/1443 роках відповідно назвав спадкоємцем Мехмеда. Бабінгер вважає, що причиною цієї нелюбові Мурада II до сина могла бути його мати - іноземна наложниця-християнка . 
Хіт Лоурі припускає, що Хюма могла бути рабинею грецького або слов'янського походження. Візантійські джерела також говорять про іноземне походження Хюми. Анрі Мат'є у своїй книзі «Турки та інші народи» пише: «Мати Фатіха — італійка на ім'я Стелла [Естелла], ця дівчина була викрадена алжирськими піратами у віці семи років і з'явилася серед наложниць, спрямованих у гарем Мурада II. Вона стала дружиною Мурада і матір'ю Мехмеда, першого високоінтелектуального принца, який здобув освіту під керівництвом матері і вивчив італійську мову». І Сакаоглу, і Бабінгер вважають цю історію недостовірною . З погляду Сакаоглу, вона ще й надто схожа на пізнішу розповідь про походження матері Махмуда II — Накшиділь-султан; проте цей дослідник вважає, що Хюма і справді могла бути викрадена піратами . Бабінгер спростовує ще одну легенду, що з'явилася в XVI столітті, про те, що Хюма була французькою принцесою .

### Життєпис
Про життя матері Мехмеда II відомо мало. Хюма потрапила до гарему приблизно до 1432 року, оскільки, ймовірно, саме цього року народився майбутній султан Мехмед II . При цьому Сакаоглу пише, що оскільки суперечливою є сама дата народження Мехмеда II, суперечливе і ім'я його матері. Пізньовізантійський історик Михаїл Крітовул писав, що «Мехмеду було 28 років, коли він зайняв трон»; згідно з цими даними, майбутній султан народився 1423 року. Інші джерела називають можливими датами народження 1428  та 1432 роки. Ранньосманскі історики, які писали народження Мехмеда II, не згадують ім'я його матері. Сакаоглу вважає, що матір'ю Мехмеда II крім Хюми-хатун могла бути як Хатідже Халіме-хатун, так і Мара Бранкович ; але інші вчені вважають малоймовірним, щоб Мехмед видав заміж або відіслав до Сербії власну матір, як це, ймовірно, сталося з Хатідже Халіме і Марою . Пізніші дослідження показали, що Хюма безсумнівно була матір'ю Мехмеда II, але про те, звідки вона була родом, жодних даних немає .
Бабінгер пише, що вихованням маленького шехзаде з народження займалася його годувальниця - турчанка Хунді-хатун, також відома як Дайе-хатун (няня), що пережила і Хюму, і її сина . Влітку 1434 року Мехмед був відправлений в Амасью, де губернатором на той час був його старший єдинокровний брат шехзаде Ахмед; ймовірно, Мехмеда в цій поїздці супроводжували мати і нянька . Ймовірно також, коли Мехмед проходив навчання управлінню державою у своїй провінції, Хюма за традицією супроводжувала його. Можливо, у Хюми була дочка Хатідже , яка з серпня 1470 була одружена з Ісою-беєм, а до цього - за Караманоглу Ібрагім-беєм.
Хюма застала тільки перше правління сина і зі сходженням його на престол в 1444 вона, ймовірно, отримала титул, рівний титулу валіде-султан . Хюма-хатун померла, за різними даними, наприкінці літа - початку осені (вересні  / серпні ) 1449 — у період між двома правліннями сина, коли до влади повертався Мурад II. Вона була похована у власному тюрбе Хатуніє в мечеті Мурадіє в Бурсі, що розташовувалась в районі, названому на честь Хюми-хатун .

## Галерея

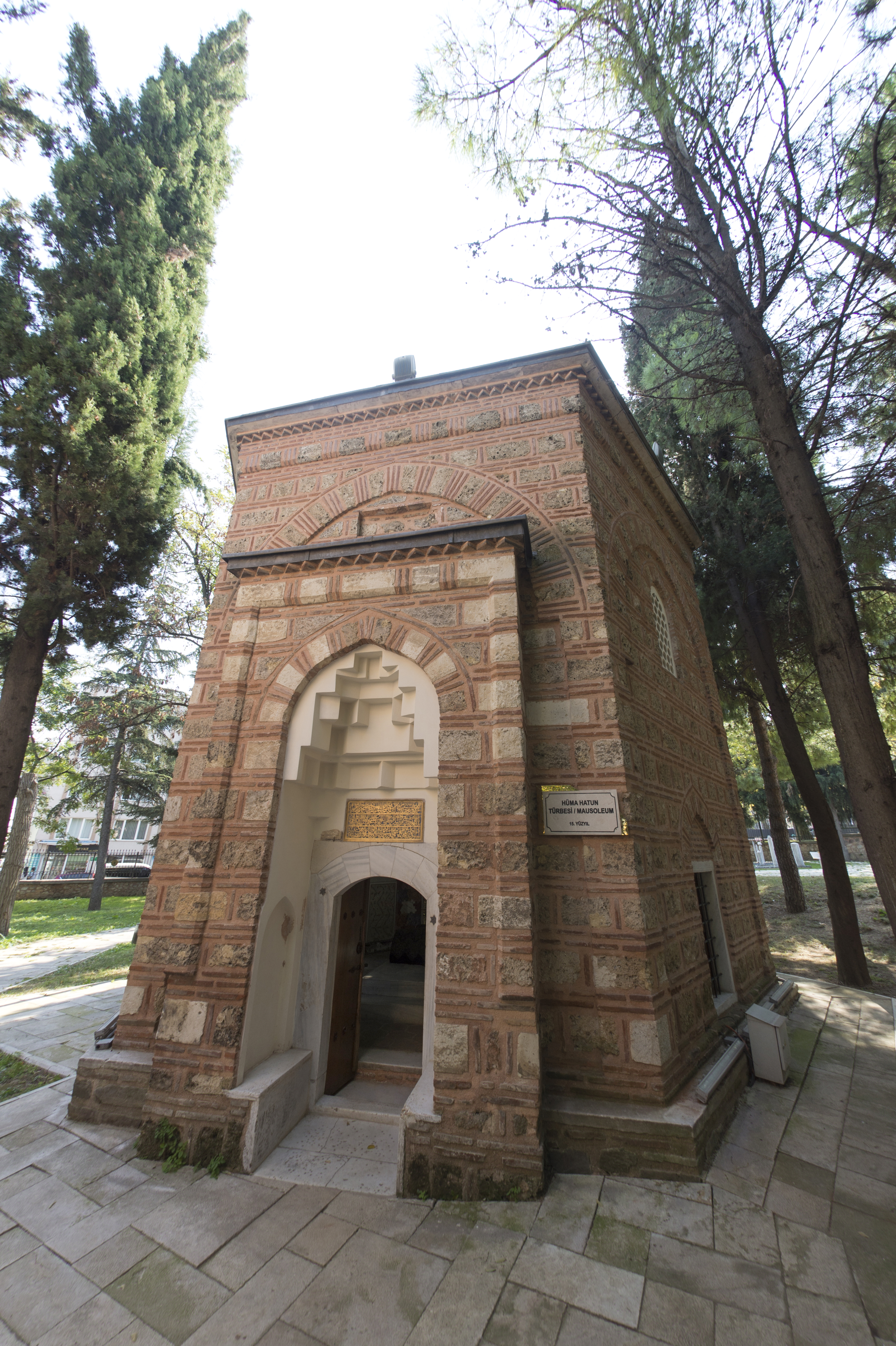
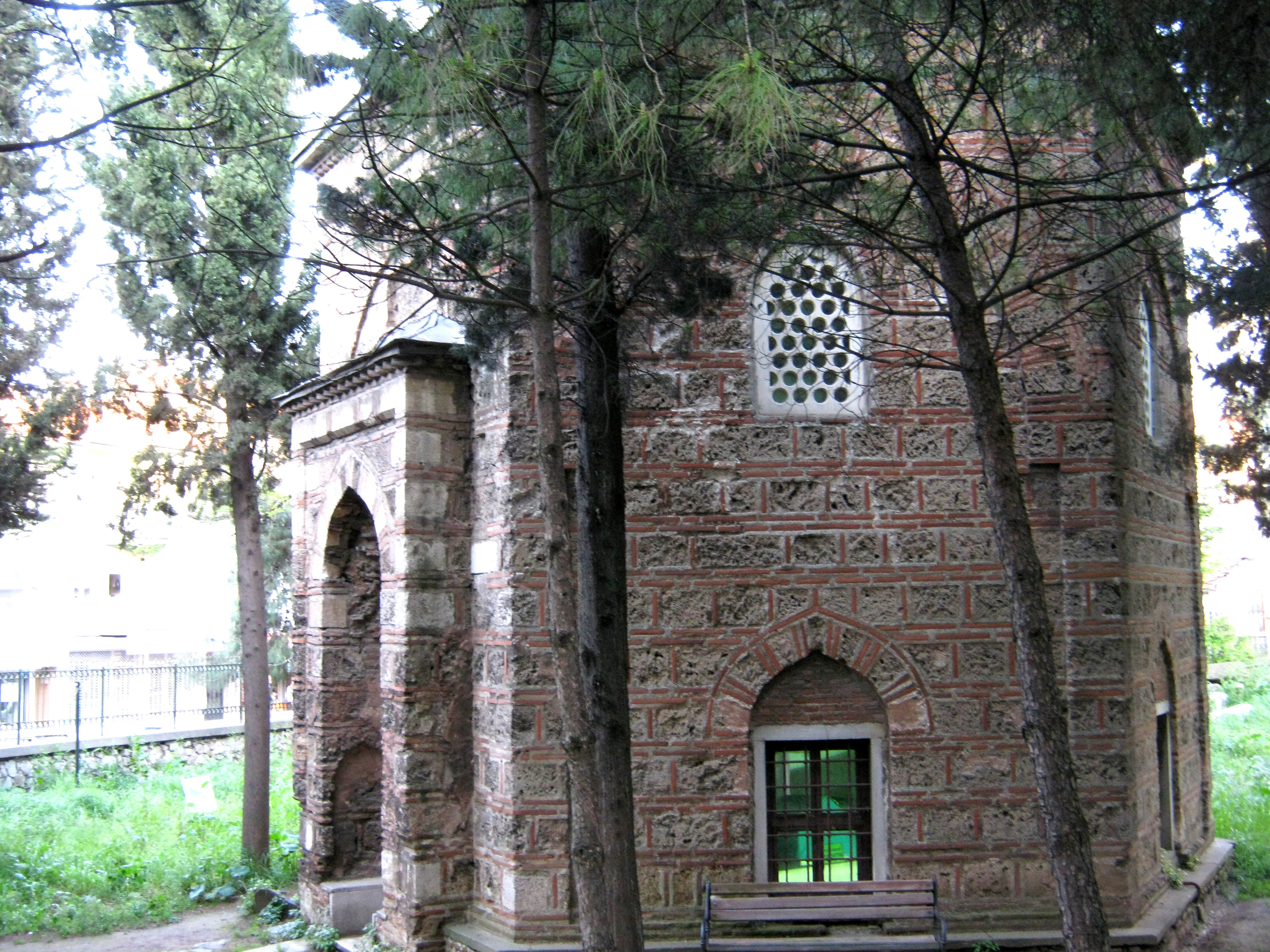
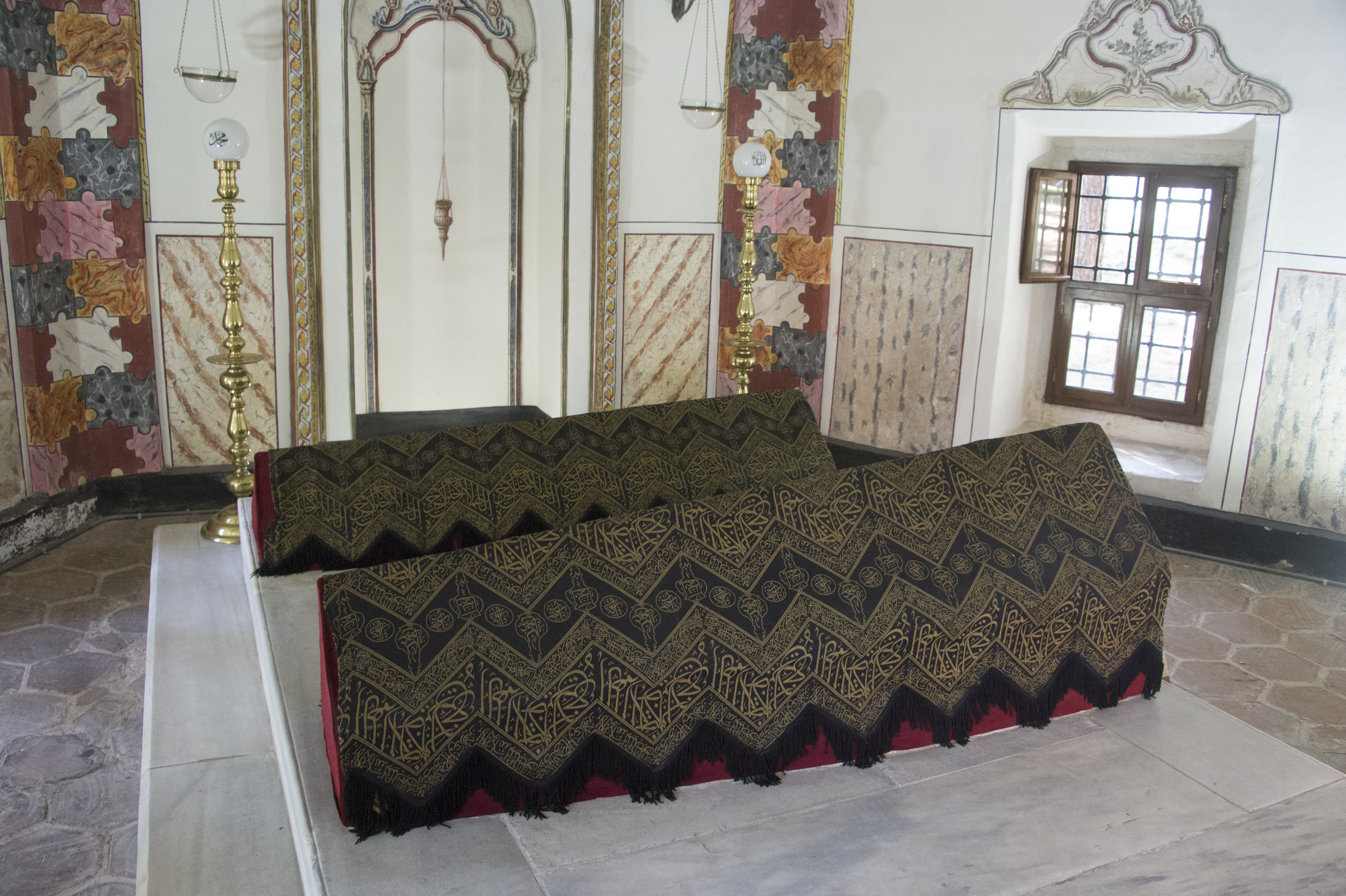
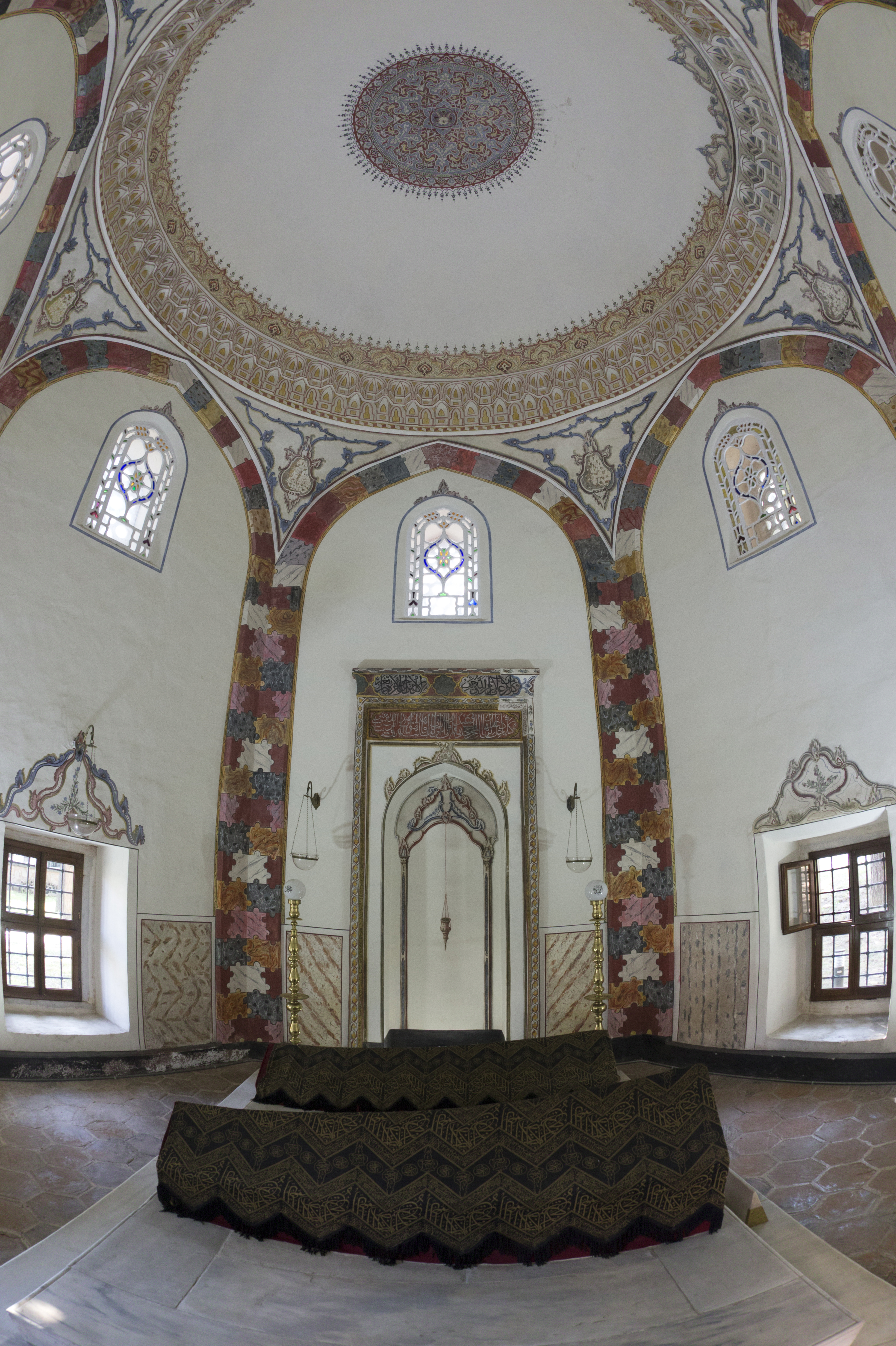
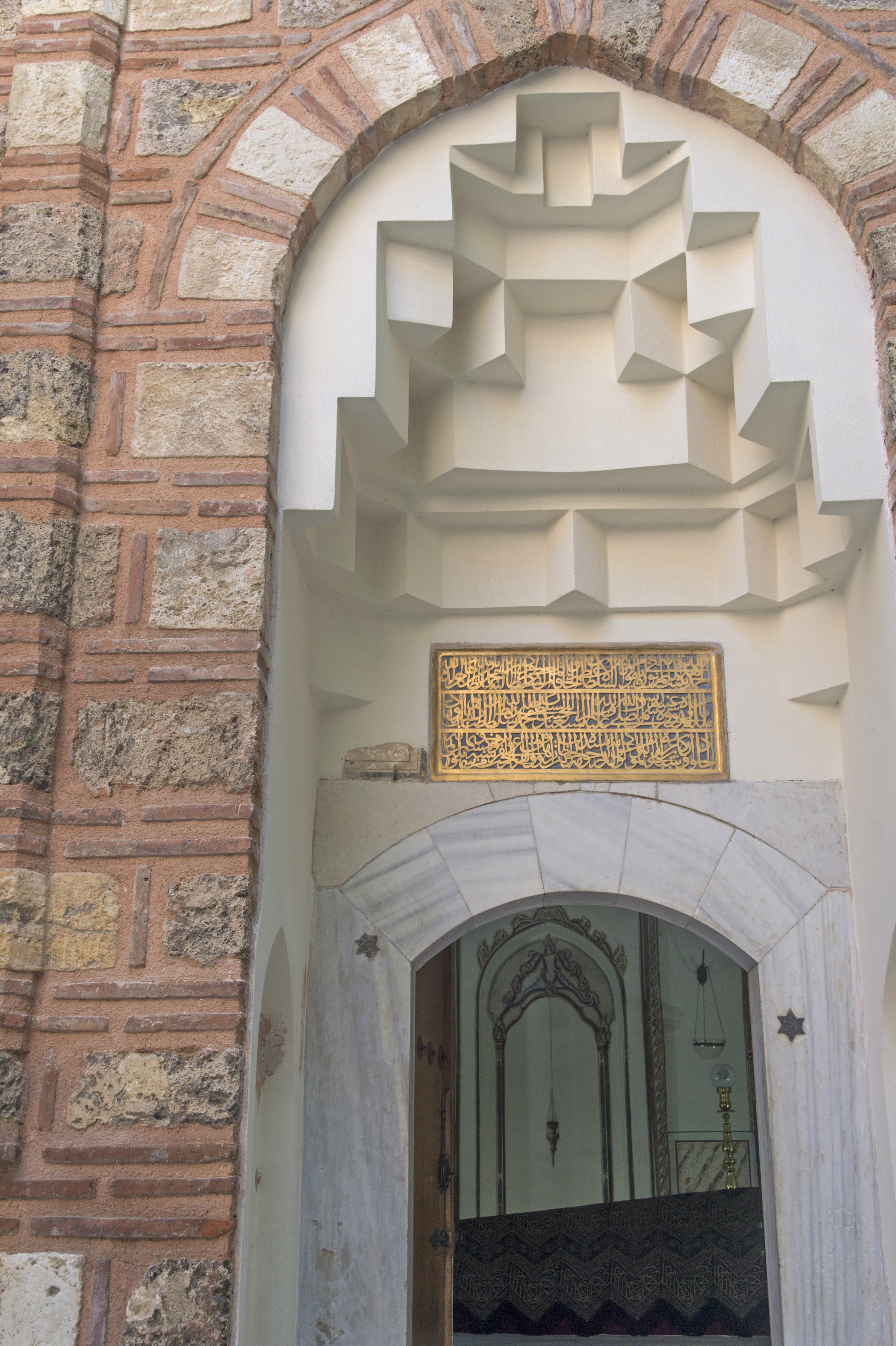

Тюрбе (гробниця) Хюма Хатун.